# World Apart
"World Apart" (jap. ワールドアパート Wārudo Apāto) − ósmy singel japońskiej grupy muzycznej Asian Kung-Fu Generation, wydany 15 lutego 2006. Pochodzi z albumu Fanclub.

## Lista utworów
1. "World Apart" (jap. ワールドアパート Wārudo Apāto)
2. "Eien ni" (jap. 永遠に)
3. "Uso to Wonderland" (jap. 嘘とワンダーランド Uso to Wandārando)

## Twórcy
- Masafumi Gotō – śpiew, gitara
- Kensuke Kita – gitara, śpiew
- Takahiro Yamada – gitara basowa, śpiew
- Kiyoshi Ijichi – perkusja
- Asian Kung-Fu Generation – producent
- Yūsuke Nakamura – projekt okładki